# Гамівна сорочка

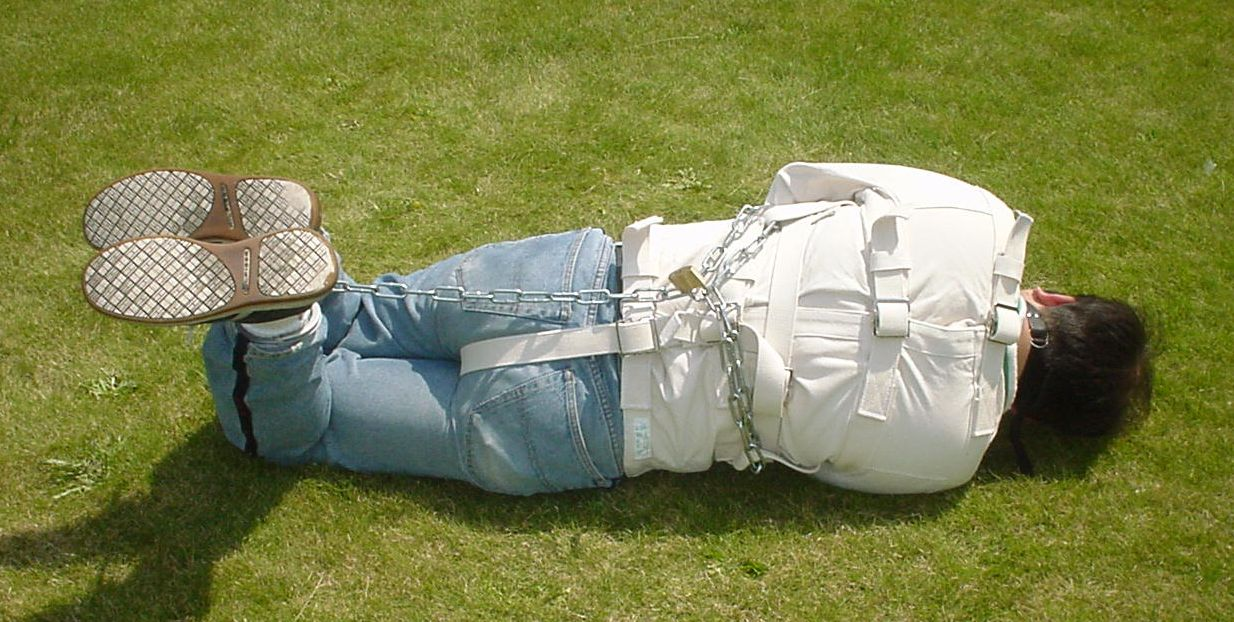

Гамівна́ соро́чка — спеціальний одяг для фіксації рук, а іноді рук та ніг. Найчастіше застосовується в медицині для контролю рухової активності пацієнтів психлікарень. Також гамівні сорочки можуть використовуватися в тюрмах і медвитверезниках.

## Історія
Гамівні сорочки спочатку з'явилися як засіб фіксації в тюрмах. У другій половині 18-го століття сорочки стали застосовуватися в медицині як альтернатива металевим засобам утримання, по праву вважаючись гуманнішими. Зняття ланцюгів з хворих в психіатрії пов'язують з початком епохи великого французького лікаря і гуманіста Філіппа Пінеля, який, відмовившись від використання травматичних засобів фіксації, не заперечив необхідності механічного утримання хворих. Відмова від ланцюгів і перехід на гамівні сорочки привів до зниження кількості травм не тільки серед хворих, але і серед медперсоналу, оскільки буйні пацієнти нерідко застосовували сковуючі їх ланцюги як зброю.
До початку 20-го століття сорочки були обов'язковим атрибутом психіатричної лікарні. З підвищенням рівня медицини та відкриттям все більш ефективних лікарських препаратів необхідність в засобах фізичного утримання значно знизилася, і більшість прогресивних психіатричних шкіл почали проповідувати політику нестиснення, яка в багатьох випадках була більш результативною. Але повністю виключити необхідність в іммобілізації психіатричних хворих не вдалося і до нашого часу.

## Види гамівних сорочок
Загальноприйнятої класифікації гамівних сорочок не існує.
Умовно можна розділити по країнах і виробникам. Так моделі, застосовувані в лікарнях Іспанії, не мають Кротч ременів (ременів, що проходять через промежину), на відміну, наприклад, від американських сорочок. Для ряду французьких моделей характерні металеві кільця для фіксації до ліжка і більш широкі рукава.
За формою гамівні сорочки бувають двох основних типів: з рукавами і без рукавів. В сорочках з рукавами рукава можуть мати довжину від 1 метра до 3, або до рукавів пришиваються ремені або мотузки довжиною від 0,5 до 2 метрів. В Безрукавних моделях з внутрішньої сторони сорочки є спеціальні кишені для рук. Безрукавні варіанти в медичній практиці використовуються рідко, частіше такі сорочки застосовуються в тюрмах.
Існують спеціальні сорочки для пацієнтів, яким необхідна добровільна фіксація, наприклад для епілептиків. Пацієнт здатний самостійно зафіксувати себе такою сорочкою і так само самостійно, перебуваючи в розумі, звільнитися від неї. Перебуваючи в затьмареному стані зняти таку сорочку практично неможливо.
По довжині гамівні сорочки можуть бути короткі (до пояса), середні (до колін), довгі (до п'ят) і подовжені, довжина яких перевищує зріст людини. В останньому випадку сорочка зазвичай зашита знизу. Сорочки такого типу іноді називають муміфікаторами.
Існують також гамівні сорочки підвищеної надійності. На них обов'язково присутні один або два Кротч (іноді кажуть скротч) ременя. Кротч ремені проходять через промежину і не дозволяють зняти сорочку через голову. Так само на сорочках підвищеної надійності є вертикальні петлі. Одна на грудях і дві пахвами. На деяких моделях додається додатковий ремінь який стягає лікті.
Різноманітність моделей гамівних сорочок пов'язана з пошуком якогось компромісу між фізичною фіксацією, комфортом пацієнта, і в тому, наскільки зручно медичним працівникам одягати на пацієнта таку сорочку.
Найбільш вдалою можна вважати гамівну сорочку виробництва компанії Posey. Сорочки виробництва цієї компанії можна віднести до сорочок підвищеної надійності, з Кротч і бічними петлями, але без фіксації ліктів. При бажанні, пацієнта можна зафіксувати в такій сорочкою дуже туго, а можна максимально комфортно, тобто залишити майже повну амплітуду рухів, при цьому зняти сорочку пацієнт все одно не зможе.
Для підвищення надійності фіксації існують транспортувальні гамівні сорочки. Вони схожі на безрукавні сорочки і надягають на пацієнта поверх звичайної гамівної сорочки.

## Проблеми гуманності
Утримання може бути як добровільним, так і примусовим. Нерідко в психіатричній практиці пацієнти з епілептичними припадками або ж з нав'язливими станами можуть самостійно попросити їх зафіксувати. Як правило, такі вимоги мають бути задоволені.
Складніше вирішити питання про примусове стягнення пацієнта. Навіть у наш час тут існують безліч невирішених питань, пов'язаних з гуманністю з одного боку і з безпекою медперсоналу і пацієнта з іншого. Одне безсумнівно - сучасна медицина ще нездатна повністю убезпечити психіатричних хворих і оточуючих їх людей від небезпеки, пов'язаної з хворобливими станами. Тому пацієнтів іноді доводиться фіксувати. Але коли необхідність у фізичному утриманні існує в нашому суспільстві, то і робити це необхідно максимально гуманними способами.
Гамівні сорочки і гамівні костюми відносяться до засобів м'якої фіксації і тому більш застосовні в медицині в розвинених країнах. Використання, наприклад, металевих наручників в медицині неприпустимо.
Зараз все частіше можна почути термін «хімічна гамівна сорочка». В цьому випадку для утримання хворих, використовуються спеціальні лікарські препарати. В деяких випадках хімічна гамівна сорочка не може застосовуватися, наприклад, для вагітних. Питання про те, що краще: колоти хворому спеціальні лікарські препарати або зав'язувати на ньому рукава гамівної сорочки теж не має однозначної відповіді і повинна вирішуватися в кожному випадку персонально, можливо навіть за участю самого пацієнта або його родичів.